# Hydroptila varla
Hydroptila varla är en nattsländeart som beskrevs av Füsun Sipahiler 1996. Hydroptila varla ingår i släktet Hydroptila och familjen smånattsländor. Inga underarter finns listade i Catalogue of Life.